# 紀あさ
紀 あさ（きの あさ）は、日本の手回しオルガン奏者、大道芸人、写真作家。

## 人物
- 東京綜合写真専門学校出身[1]。
- 手回しオルガン奏者としては、函館にて手回しオルガン職人・谷目基とともに紙芝居付きの手回しオルガンを製作。2012年のハコダテ・トリエンナーレで初披露し、「てまわしオルガンKINO」としてオリジナルの手回しオルガンによる演奏を中心に活躍している。
- 函館で生まれた音を運ぶ任で、2013年より函館市のはこだて観光大使もつとめている[2]。はこだて国際民族芸術祭などの音楽シーン[3]、仙川人形演劇祭などの人形に関わるシーン[4]、東京蚤の市などの日常的なシーン[5]のほか、二子玉川ビエンナーレなどのアートシーンでの活躍も特徴。
- 大道芸人としては、手回しオルガンのほか、2016年の新宿公演より函館出身の日本最高齢の大道芸人と言われるギリヤーク尼ヶ崎の黒子を務める[6]。
- 写真作家としては、ニコンサロンでの写真展のほか、海外オーストラリアでの展示などもおこなっている[1]。2016年3月26日、北海道新幹線の開業に合わせて開かれた文化行事「はこだて十人十色トレインナーレ」の企画に関わった[7][8][9]。2019年はこだてトリエンナーレ「みなみ北海道を旅する芸術祭」ではアーティスト兼コーディネーター、同年国土交通省発表の日本鉄道省・特別賞を受賞。[10]2023年のはこだてトリエンナーレはアーティスト兼キュレーターも務めた。[11]

## 著書など
- 伝説の大道芸人 ギリヤーク尼ヶ崎への手紙 大道芸と祈りの踊り（日進堂、2015年） ISBN 978-4-9908341-0-4
- ギリヤーク尼ヶ崎　「鬼の踊り」から「祈りの踊り」へ（北海道新聞社、2016年） ISBN 978-4-89453-836-8 共著:ギリヤーク尼ヶ崎・植村佳弘・南達雄・鈴木清・紀あさ
- 映画「ギリヤーク尼ヶ崎　魂の踊り」（監督・主演:ギリヤーク尼ヶ崎2021年）で出演と制作を担当　同作は門真国際映画祭2021で、ドキュメンタリー部門・優秀作品賞／ダンス部門・特別賞／最優秀ケータリング賞の同映画祭史上初3賞を同時受賞